# アオ (小惑星)
(697402) アオ（英語: Ao）は、小惑星帯を公転する小惑星の一つである。すばる望遠鏡の2017年1月の観測データから2024年2月に検出され、5月に小惑星番号が付与、9月に命名が発表された。

## 特徴

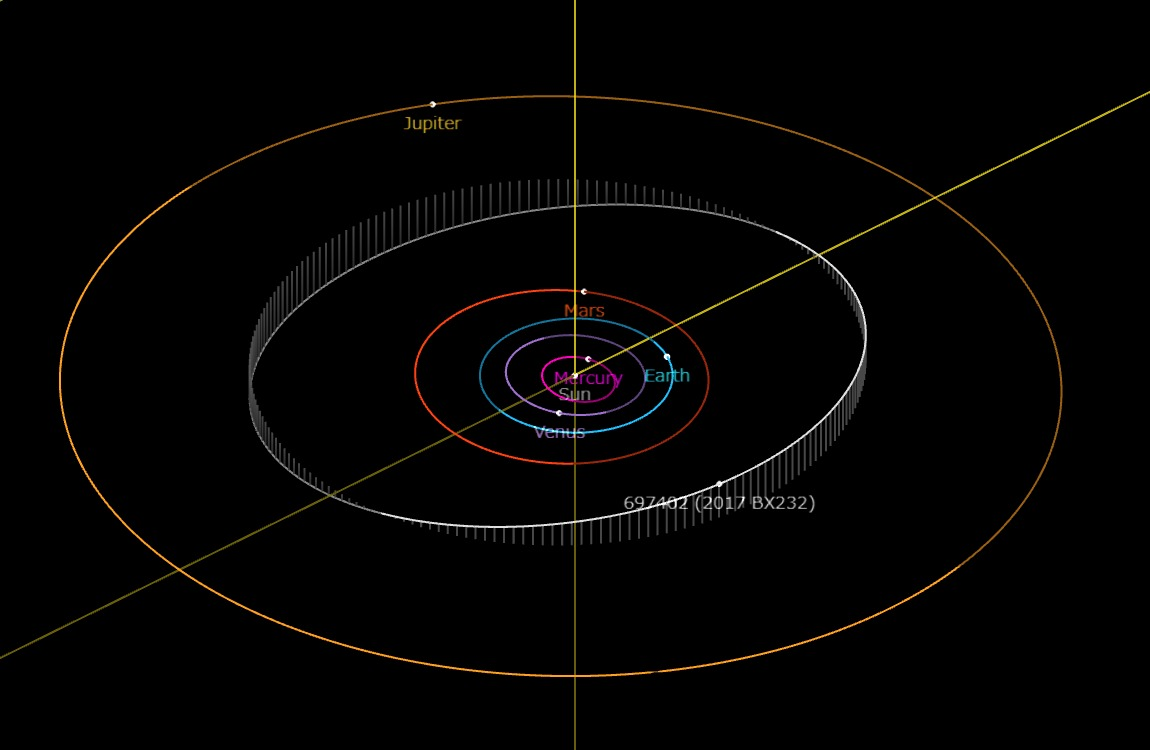
(697402) アオの軌道。各天体の位置は2024年9月1日0時 (UTC) 時点のもの。

空を移動する(697402) アオ(中央左下に位置、画像左下から右上方向に移動)

アオは、太陽からの軌道長半径が約 3.23 au（約4億8320万 km）離れた、軌道離心率が約0.09の真円に近い楕円軌道を約5.8年（約2,119日）の公転周期で公転している。黄道面に対しての軌道傾斜角は約8.94°となっている。物理的特徴についてはほとんど分かっていないが、絶対等級は約17.1等級とされる。この絶対等級を基にアルベドを 0.15 と仮定すると、直径は 1.3 km と推定される。

## 観測と名称
アオは2017年1月23日に、ハワイ島のマウナケア山山頂にあるすばる望遠鏡の超広視野主焦点カメラ (HSC) によって観測された。その後の精査により、それ以前にも2006年3月25日、2008年9月29日、2012年4月18日、2014年10月2日にレモン山サーベイで合計15回、2013年6月17日にPan-STARRS1望遠鏡にて3回、2014年10月21日、同年10月29日、同年11月13日にセロ・トロロ汎米天文台にて合計6回の観測記録があり、すばる望遠鏡においても2016年末から正式な発見日の2日前にかけて合計17回観測されていたことが判明している。2024年9月初頭時点で、小惑星センターには95回の観測記録がある。
すばる望遠鏡によって得られた観測データは、未発見の小惑星や太陽系外縁天体などの天体の探索を研究者や一般ユーザーからでも行えるようにするために開発され、2023年7月末から運用が開始されているアプリケーション「COIAS」による解析が行われている。アオも2024年2月18日に COIAS による解析から新たな天体として報告され、国際天文学連合 (IAU) が管理している小惑星センター (MPC) により仮符号 2017 BX232 が付与された。その後、軌道が精査されたことで2024年5月15日に小惑星センターより公開された小惑星回報「M.P.C. 174132」にて、小惑星番号697,402番が与えられた。COIAS による解析で新たに検出されて仮符号が割り振られていた小惑星において小惑星番号が与えられたのは (697545) 2017 DH164 と共にこれが初めてであった。
Ao という名称は、芳文社発行の4コマ漫画雑誌『まんがタイムきららキャラット』に2017年3月号から2024年8月号まで連載されたQuroの4コマ漫画『恋する小惑星』（こいするアステロイド、Asteroid in Love）に登場する主人公の一人である真中あおに由来して命名された。IAUの小天体の命名に関するワーキンググループ (WGSBN) より2024年9月2日に発行された『WGSBN Bulletin』にて命名が公表され、「あおとその友人たちは、小惑星に「アオ」と命名することを夢見て、高校で地学部の活動をエンジョイしている。この作品は、天体や地質学を正確に描写することで多くの読者に地球惑星科学を学ぶきっかけを与えた。」と命名理由を伝えている。COIAS の解析により軌道が確定した小惑星が命名されるのもこれが初めてであった。作中における設定の影響により、固有名の命名が公表された際には、COIASの公式X（旧Twitter）の投稿に4,000件以上のいいねが寄せられるなど、ネット上で話題となった。専門的な研究者でない多くの一般人が新たな小惑星の発見から命名にまで関わった、市民科学の典型的な例であるとされる。
ラテン文字2文字と、小惑星の名称としては最も短いものの1つとなった。